# ستاره‌گون سرخ
ستاره‌گون سرخ (نام علمی: Astrantia carniolica) نام یک گونه از سرده ستاره‌گون است.